# Love and Poison
Love and Poison är ett konsertvideoalbum av Suede, utgivet den 15 november 1993. Det spelades in vid en konsert på Brixton Academy i Brixton den 16 maj 1993.

## Låtlista
Samtliga sånger är skrivna av Brett Anderson och Bernard Butler.
1. Intro/"The Next Life"
2. "Moving"
3. "Animal Nitrate"
4. "My Insatiable One"
5. "Metal Mickey"
6. "Pantomime Horse"
7. "He's Dead"
8. "The Drowners"
9. "Painted People"
10. "She's Not Dead"
11. "To the Birds"
12. "Sleeping Pills"
13. "So Young"

## Medverkande
- Brett Anderson – sång
- Bernard Butler – gitarr, piano
- Mat Osman – basgitarr
- Simon Gilbert – trummor